# 渡部カンコロンゴ清花
渡部カンコロンゴ清花（わたなべ かんころんご さやか、1991年4月8日- 、コンゴ人の夫との結婚前は渡部清花）は、日本の社会起業家、難民問題を扱うNPO法人WELgee創設者。
自治体等の多文化共生委員、報道番組のコメンテーター、やらまいか大使（浜松市）なども行っている。東京大学大学院総合文化研究科国際社会科学専攻修士課程修了。

## 経歴・人物
静岡県引佐郡三ケ日町（現・ 浜松市浜名区三ヶ日地区 ）で生まれる。富士市立田子浦中学校、静岡県富士見高等学校卒業。静岡文化芸術大学文化政策学部国際文化学科3年のとき、バングラデシュのチッタゴン丘陵という先住民族が暮らす紛争地にて、教育NGO「ちぇれめいえproject」を立ち上げ、駐在員として自費で単独1年間滞在した。教育資金を作る事業を実施。その後、トビタテ!留学JAPANの奨学金を使い、国連開発計画（UNDP）の現地事務所でインターンとして平和構築プロジェクトに携わった。
帰国後の2016年3月、東京大学大学院総合文化研究科・人間の安全保障プログラム修士課程入学と同時に「WELgee」（Welcome refugeeの意味）という任意団体を立ち上げ、2018年にNPO法人化した。難民を対象とした人材紹介サービス「JobCopass」を主に運営している。
グローバル・コンソーシアムINCO主催『Woman Entrepreneur of the Year Award 2018』グランプリ。日経ウーマンオブザイヤー2023。Forbes 30 under 30のJapan / Asia 選出。サンデーモーニングコメンテーター。チャンピオンオブザチェンジ2020受賞。Global Shapers Tokyo hub所属。トビタテ！留学JAPAN一期生。内閣府世界青年の船事業第24回代表青年。
2025年夏の参院選東京選挙区に自由民主党東京都連が渡部の擁立に向けて調整していたが、4月16日に渡部はnoteを更新し、「最終選考に臨みましたが、公認には至りませんでした」と明かした。渡部は過去に、自民の政権運営に批判的な論客として報道番組などで活動してきた。安倍晋三元首相らを侮辱するような表現を用いてきたとされ、松山政司参議院幹事長が「自民党政権、わが党の批判を繰り返してきた方と聞いている。こういう方が上がってきているのを疑問に感じている」と述べるなど、自民党内の保守系議員からも懐疑的な声が上がっていた。渡部はnoteで「10数年前の自分の投稿には、極めて不適切な言葉遣いがあったことを深く反省しています」と釈明し、「なかったことにするつもりはありません。『当時はそう考えていた』という事実を否定せずに受け止めた上で、自分の思考がどう変わってきたのか、説明できる状態でいたい」と書き込んだ。

## 経歴
2012年-2013年
- 第24回世界青年の船（主催：内閣府）・日本参加青年[14]

2016年
- MAKERS UNIVERSITY（事務局：特定非営利活動法人エティック） 1期生[15]
- SUSANOO（スサノヲ） 4期生[19]
- 青山スタートアップアクセラレーションセンター(ASAC)（運営会社：デロイト トーマツ ベンチャーサポート株式会社）　3期生[20]

2017年
- 静岡文化芸術大学卒業[21]

2018年
- Forbes 30 under 30 Japan  ソーシャルアントレプレナー部門 選出[22]
- Woman Entrepreneur of the Year Award 2018 (2018年女性起業家アワード)グランプリ[8]

2019年
- 東京大学大学院「人間の安全保障プログラム」修士課程修了[23]
- Forbes 30 under 30 Asia ソーシャルアントレプレナー部門 選出[10]
- WIRED Audi INNOVATION AWARD 2019 Social Activity[24]

2020年
- 第4回チャンピオン・オブ・チェンジ日本大賞[12]

2022年
- ICC FUKUOKA 2022 ソーシャルグッド・カタパルト優勝[25]
- JCI JAPAN TOYP 2022「準グランプリ」「参議院議長奨励賞」「外務大臣奨励賞」[26]
- 日経ウーマンオブザイヤー2023　受賞[9]

## 著書
- バングラデシュを知るための66章【第3版】共著[27]
- 世界の難民をたすける30の方法　　共著[28]